# Антигона (дочь Лаомедонта)
Антиго́на (др.-греч. Ἀντιγόνη) — персонаж древнегреческой мифологии.
Дочь троянского царя Лаомедонта. Гордилась своими прекрасными волосами, сравнивая их с волосами Геры, и богиня в гневе превратила эти волосы в змей. Однако боги (или сама Гера) сжалились над Антигоной и, когда она купалась, превратили её в аиста, который поэтому ненавидит змей.
Вергилий упоминает аиста в «Георгиках»: «белая птица к нам прилетит, ненавистная змеям». Состязание Антигоны и Геры на ткани выткала Афина, соревнуясь с Арахной.
Схожий рассказ (о превращении волос красавицы в змей) известен про Медузу Горгону. Аисты почитались в Фессалии.